# Parlamento do Mercosul
Parlamento do Mercosul (PARLASUL; em castelhano: Parlamento del Mercosur, Parlasur) é o órgão democrático e legislativo da representação civil dos povos dos Estados Partes do Mercado Comum do Sul (Mercosul). Constituído em dezembro de 2006 e localizado em Montevidéu, no Uruguai, o órgão é integrado por 158 parlamentares, os quais se dividem por país segundo a proporção populacional.  A composição final das bancadas está condicionada à realização de eleições diretas, que deverão observar a regulamentação do pleito em cada Estado Parte.
A função institucional do Parlamento do Mercosul é legislar sobre matéria de interesse comum à integração regional, o processo de aprovação das decisões ocorre em plenário, que é a instância essencial da capacidade decisória. As decisões são aprovadas por maioria simples, com exceção dos relatórios sobre direitos humanos e da reforma do regimento, que são aprovados por maioria absoluta e maioria qualificada, respectivamente. O quórum para o início da sessão do Parlamento e das reuniões das comissões é de um terço de seus membros, no qual estejam representados todos os Estados Partes.[carece de fontes?]
As decisões do órgão não são vinculantes, o que significa que não há a internalização direta das normas aprovadas pelo Parlamento do Mercosul, ou seja, estas serão encaminhadas a cada congresso nacional para a aprovação em tal instância, a qual se obriga a recebê-las e apreciá-las para finalmente aprovar lei comum a todos os países membros. O funcionamento e a organização do Parlamento do Mercosul estão definidos de acordo com seu Regimento Interno.
O exercício legislativo do Parlamento do Mercosul se divide em comissões temáticas segundo áreas de interesse comum da integração regional. São as dez Comissões Permanentes: Assuntos Jurídicos e Institucionais; Assuntos Econômicos, Financeiros, Fiscais e Monetários; Assuntos Internacionais, Inter-Regionais e de Planejamento Estratégico; Educação, Cultura, Ciência, Tecnologia e Esportes; Trabalho, Políticas de Emprego, Segurança Social e Economia Social; Desenvolvimento Regional Sustentável; Ordenamento Territorial, Habitação; Saúde, Meio Ambiente e Turismo; Cidadania e Direitos Humanos; Assuntos Interiores, Segurança e Defesa; Infraestrutura, Transportes, Recursos Energéticos, Agricultura, Pecuária e Pesca; Orçamento e Assuntos Internos.[carece de fontes?]
A eleição para parlamentares do Parlamento do Mercosul ocorre de forma indireta na maioria dos países membros, com exceção ao Paraguai que já aprovou e internalizou a norma que prevê eleições diretas. Os outros países se encontram em processo interno de aprovação de tal norma, portanto há a previsão de que todos os países membros possuam eleições diretas no futuro.[carece de fontes?]
A conformação do Parlamento significa um aporte a qualidade e equilíbrio institucional do Mercosul, criando um espaço comum em que se reflita o pluralismo e as diversidades da região, e que contribua para a democracia, a participação, a representatividade, a transparência e a legitimidade social no desenvolvimento do processo de integração e de suas normas.[carece de fontes?]
O Parlamento do Mercosul sucedeu a Comissão Parlamentar Conjunta, que era o órgão autônomo representativo e legislativo do bloco, mas sem capacidade decisória própria por estar vinculado à Secretaria-Geral do Mercosul.

## História
A criação do Parlamento do Mercosul é parte de um processo iniciado em 2002 de constituição de organismos e procedimentos que têm como fim institucionalizar o bloco e promover a este autonomia política e estabilidade. Em ocasião da XXVII Reunião Ordinária do Conselho do Mercado Comum (CMC) e Cúpula de Presidentes de Ouro Preto em 17 de dezembro de 2004 o CMC encaminhou à Comissão Parlamentar Conjunta (CPC) a redação da proposta de Protocolo Constitutivo do Parlamento do Mercosul, com o prazo para ser entregue tal documento até o final de 2006. A CPC antecipou a realização do projeto para 9 de dezembro de 2005, os presidentes de Argentina, Brasil, Paraguai e Uruguai assinaram o Protocolo Constitutivo do Parlamento do Mercosul constituindo assim o novo organismo. A primeira reunião do Parlamento do Mercosul foi m 7 de maio de 2007, evento que formalizou a substituição da CPC pelo novo órgão. Em junho de 2008 o Parlamento do Mercosul se reuniu pela primeira vez fora de Montevidéu, na cidade de San Miguel de Tucumán na Argentina, em conjunto com a XXXV Cúpula do Mercosul.[carece de fontes?]

## Competência
A República Argentina, a República Federativa do Brasil, a República do Paraguai e a República Oriental do Uruguai assinaram em 26 de março de 1991 o Tratado de Assunção com o objeto de criar o Mercado Comum do Sul (Mercosul).
O Parlamento do Mercosul é o órgão representativo competente a legislar sobre os interesses comuns dos povos do Mercosul. Ainda que este não possua capacidades decisórias, trata-se de um órgão independente concebido para desempenhar um papel político frente às demandas da integração regional. Atualmente o órgão passa por um processo de transição em suas atribuições funcionais, sendo assim uma instituição que produz decisões não vinculantes, o que significa que os procedimentos aprovados pelo Parlamento do Mercosul não são imediatamente incorporados como norma pelos Estados Partes.[carece de fontes?]
O Parlamento do Mercosul cumpre com funções de observação da democracia e dos direitos humanos nos Países Membros e Associados ao bloco. Em observação ao Protocolo de Ushuaia sobre o Compromisso Democrático, Parlamento do Mercosul assume o dever de apresentar anualmente um informe sobre a situação dos direitos humanos na região - a competência da elaboração de tal informe é restrita à Comissão de Cidadania e Direitos Humanos.
Além disso, entre as tarefas do Parlamento do Mercosul se incluem a observação aos demais órgãos do bloco, para tal exercício o órgão legislativo pode elaborar quando necessário ofícios aos demais órgão para cumprir com alguma diretriz de implementação relativa aos poderes legislativos nacionais.

## Composição
A composição do Parlamento do Mercosul esteve contemplada em três etapas, coincidentes com os mandatos parlamentares. O Parlamento do Mercosul iniciou suas atividades integrado por 18 parlamentares de cada Estado Parte, eleitos pelos congressos nacionais de cada país, somando um total de 90 representantes distribuídos de maneira igual entre os países. O protocolo constitutivo do organismo estabelece que para a designação dos parlamentares os Estados Partes devem assegurar uma adequada representação por gênero, etnias e regiões em respeito a uma política afirmativa.
A normativa prevê que os Estados Associados (Chile, Colômbia, Equador e Peru) possam participar do Parlamento do Mercosul com voz, porém sem direito ao voto.
Por fim, está estabelecida a previsão de que seja incorporada gradualmente ao Parlamento do Mercosul a eleição direta, unificada e exclusiva para seus representantes. O prazo dado aos membros para estabelecerem eleições diretas foi adiado de 2010 para 2020.

## Funcionamento

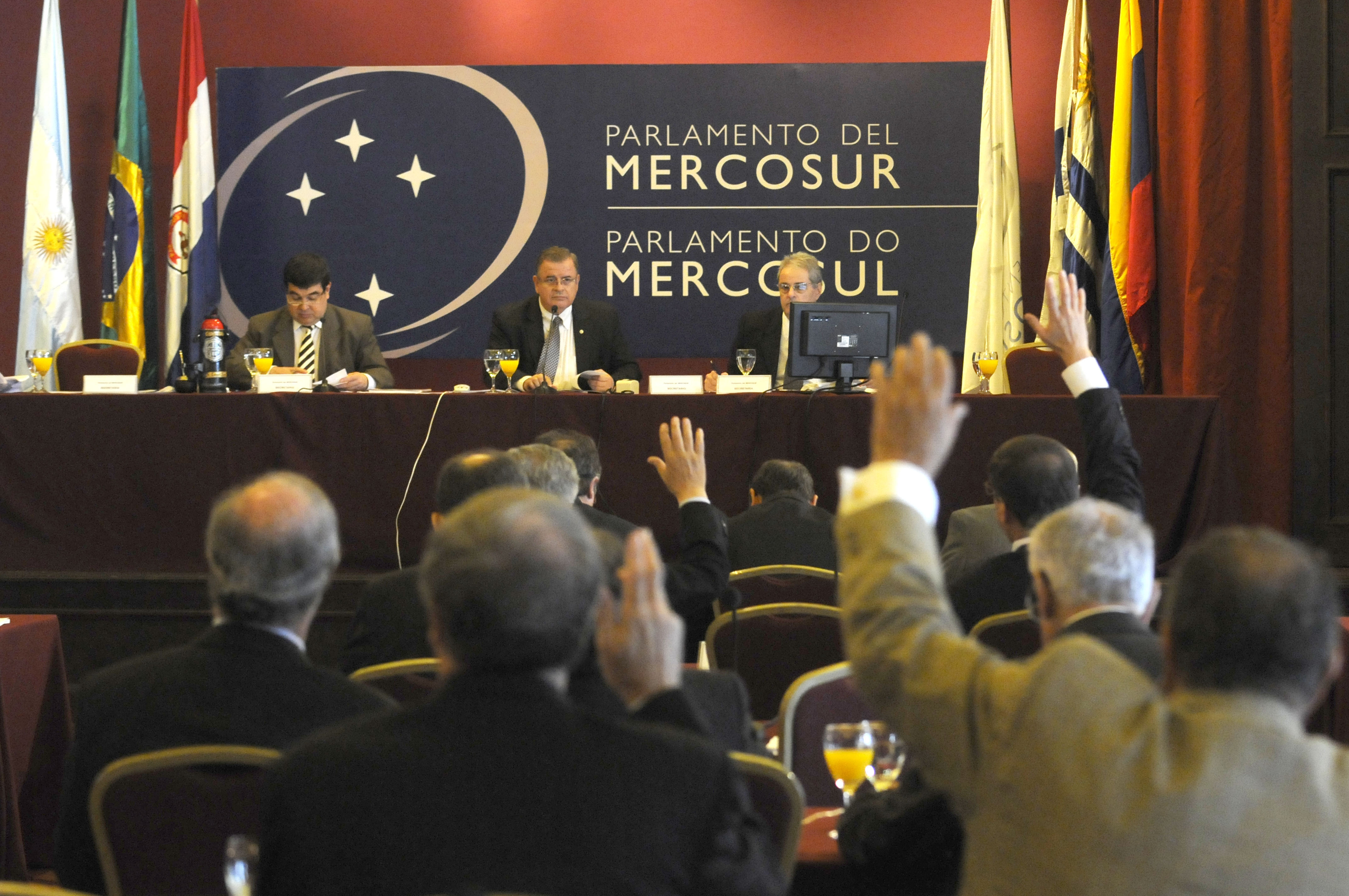
Sessão em 2010 do Parlamento do Mercosul

O Parlamento do Mercosul está sediado em Montevidéu, possui caráter unicameral e seus representantes são designados como parlamentares (ao contrário dos congressos nacionais onde se distinguem deputados e senadores) e prevê como parte de seu regimento uma sessão ordinária mensal.[carece de fontes?]
Para a tomada de decisões existem se utilizam os critérios de maioria simples, absoluta, especial e qualificada que se definem segundo a especificidade e complexidade do assunto:
- Simples: mais da metade dos parlamentares presentes, em respeito ao quórum mínimo;
- Absoluta: mais da metade do total de parlamentares;
- Especial: dois terços do total de parlamentares;
- Qualificada: mais da metade dos parlamentares de cada Estado Parte.

O Parlamento do Mercosul é o primeiro organismo do bloco em que são tomadas decisões não vinculantes sem a necessidade do critério de unanimidade. O Parlamento do Mercosul cumpre seu exercício em plenário e produz as seguintes decisões (art. 90, Regimento Interno): pareceres, projetos de normas, anteprojetos de normas, declarações, recomendações e relatórios.[carece de fontes?]
O parlamento é regido pelas regras estabelecidas no Regimento Interno do Parlamento do MERCOSUL
Os parlamentares podem se constituir em grupos de acordo com suas afinidades políticas. Estes grupos políticos serão integrados como mínimo por 10 % (dez por cento) da composição do Parlamento se são representantes de um só Estado Parte e 5 (cinco) parlamentares, se são representantes de mais de um Estado Parte. Cabe assinalar que um Parlamentar não poderá pertencer simultaneamente a mais de um grupo político. Os grupos políticos estarão constituídos a partir da comunicação desta decisão à Mesa Diretora. Qualquer parlamentar poderá renunciar a integrar um grupo político, comunicando à Mesa Diretora, a qual informará esta decisão ao Plenário e ao próprio grupo. Pode se dissolver o grupo político quando seus membros comuniquem à Mesa Diretora tal decisão, ou quando deixe de atender aos requisitos estipulados no Regulamento.[carece de fontes?]

## Estrutura

### Secretarias
O Parlamento do Mercosul divide sua organização funcional em quatro secretarias permanentes instaladas em sua sede em Montevidéu: Secretaria de Relações Institucionais e Comunicação Social, Secretaria Administrativa, Secretaria Parlamentar e Secretaria de Relações Internacionais. São órgãos internos que se dispõem em caráter de horizontalidade para o exercício de suas competências.[carece de fontes?]
- Secretaria de Relações Institucionais e Comunicação Social: responsável pelo relacionamento do Parlamento do Mercosul com os Congressos Nacionais dos Estados Partes, os organismos do bloco, os cidadãos, as organizações sociais e comunitárias e a imprensa. Também é responsável por difundir as atividades da instituição junto aos meios de comunicação.[carece de fontes?]
- Secretaria de Relações Internacionais e Integração: responsável pelo relacionamento internacional do Parlamento com outros sistemas de integração (União Europeia, Comunidade Andina, Comunidade Sul-Americana de Nações, etc.) e organismos internacionais (BID, ONU, OEA, OMC).[carece de fontes?]
- Secretaria Parlamentar: responsável pelas tarefas de gestão e assessoramento das atividades parlamentares - Sessões Ordinárias, Extraordinárias e Protocolares; Reuniões de Comissões Permanentes e Especiais; e Reuniões públicas. Também se encarrega pela documentação do Parlamento - Diário de sessões, biblioteca e arquivo.[carece de fontes?]
- Secretaria Administrativa: responsável pela administração do Parlamento e tem como funções a gestão financeira e contábil, a correspondência oficial compartilhada com a Secretaria Parlamentar, informática e das demais tarefas administrativas inerentes do Parlamento.[carece de fontes?]

### Mesa Diretora
O Parlamento do Mercosul dispõe de uma Mesa Diretora que o órgão máximo e deliberativo do exercício interno da instituição, esta se encarrega da condução dos trabalhos legislativos e de seus serviços administrativos. Está composta por um Presidente e quatro Vice-Presidentes, os quais são parlamentares eleitos para tais cargos em proporção de um por país. As reuniões ocorrem em uma agenda própria e são assistidas por um Secretário Parlamentar e um Secretário Administrativo. O mandato dos membros da Mesa Diretora será de 2 (dois) anos, podendo seus membros serem reeleitos somente uma vez. Em caso de ausência ou impedimento temporário, o Presidente será substituído por um dos Vice-Presidentes, de acordo ao que estabeleça o Regulamento Interno.[carece de fontes?]
Integrantes da Mesa Diretoraː
- Arlindo Chinaglia (Brasil) - Presidente
- Jorge Taiana (Argentina) - Vice-Presidente
- Tomás Bittar (Paraguay) - Vice-Presidente
- Daniel Caggiani (Uruguay) - Vice-presidente
- Luis Emilio Rondón (Venezuela) – Vice-Presidente

### Comissões
O Parlamento do Mercosul possui dez comissões permanentes com o caráter de promover tratamento específico as temáticas da atividade legislativa. Estas se reúnem em regime próprio, de acordo com decisão da reunião de cada comissão, e promovem entre suas competências informes acerca de propostas de decisão, os quais são encaminhados ao plenário, e por fim podem convocar atividades junto à sociedade civil dos Estados Partes – as quais não precedem de autorização do plenário e podem ocorrer por decisão interna da comissão. As Comissões são as seguintes:[carece de fontes?]
- Assuntos Jurídicos e Institucionais;
- Assuntos Econômicos, Financeiros, Fiscais e Monetários;
- Assuntos Internacionais, Inter-Regionais e de Planejamento Estratégico;
- Educação, Cultura, Ciência, Tecnologia e Esportes;
- Trabalho, Políticas de Emprego, Segurança Social e Economia Social;
- Desenvolvimento Regional Sustentável; Ordenamento Territorial, Habitação;
- Saúde, Meio Ambiente e Turismo; Cidadania e Direitos Humanos;
- Assuntos Interiores, Segurança e Defesa;
- Infraestrutura, Transportes, Recursos Energéticos, Agricultura, Pecuária e Pesca;
- Orçamento e Assuntos Internos.

### Observatório da Democracia
O Observatório foi criado com o propósito de contribuir com o fortalecimento dos objetivos do Protocolo de Ushuaia sobre o Compromisso Democrático no Mercosul, na Estado Plurinacional da Bolívia e na República do Chile. O papel do Observatório consiste em acompanhar os processos eleitorais nos Estados Partes; coordenar ações do Corpo de Observadores Eleitorais do Mercosul; realizar as atividades e proporcionar os Relatórios que sejam solicitados pelo Parlamento do Mercosul ou ao menos pelo Conselho do Mercado Comum (CMC), apresentar um Relatório anual de suas atividades ao Plenário, que será remetido ao CMC e à Comissão de Representantes Permanentes do Mercosul (CRPM). Assim mesmo, o Observatório deverá realizar atividades e estudos vinculados à consolidação da democracia na região, incluindo indicadores e estatísticas sobre a matéria. No âmbito do Observatório se constituirá um Fórum de Consulta integrado por cinco membros de cada Estado Parte para estabelecer o vínculo do Observatório com a Sociedade Civil. Mediante este organismo interno o Parlamento do Mercosul busca dar cumprimento com o seu propósito de assumir a promoção e defesa permanente da democracia, da liberdade e da paz. O Observatório da Democracia foi criado pela Disposição 26/08 e seu Regimento se encontra na Disposição 07/09.